# Carl Hermann Müller
Carl Hermann Müller (* 22. Februar 1823 in Leisnig; † 10. Mai 1907 in Freiberg) war ein deutscher Geologe und Lagerstättenkundler, der schwerpunktmäßig im sächsischen Erzbergbau tätig war. Er erstellte eine Vielzahl von Gangstudien und ist in Fachkreisen als Gang-Müller bekannt.

## Leben und Wirken
Der Sohn des Leisniger Stadtschullehrers Gottlieb Benjamin Müller interessierte sich schon früh für Geologie und sammelte Mineralien. Nach dem Besuch des Leipziger Thomas-Gymnasiums studierte Müller von 1841 bis 1845 an der Bergakademie Freiberg. Dabei wurde er vor allem von Karl Gustav Adalbert von Weissenbach und Johann Carl Freiesleben geprägt. 1842 gehörte Müller zu den Gründern des Corps Saxo-Borussia Freiberg. Nach Abschluss seines Studiums absolvierte Müller ein bergmännisches Praktikumsjahr auf der königlichen Grube Churprinz Friedrich August Erbstolln in Großschirma bei Freiberg.
Im September 1846 begann Müller im Auftrag von Bernhard von Cotta mit Gangstudien aller sächsischen Erzreviere. Hierbei untersuchte er insbesondere den Einfluss des Nebengesteins auf die Erzführung und stufte die Nebengesteine danach in der „Müllerschen Reihe“ in verschiedene Grade ein. Einen weiteren Schwerpunkt seiner Untersuchungen bildeten die Gneise, deren eruptiven Ursprung er erkannte.
Ende 1851 erhielt Müller eine Anstellung als Assessor beim Bergamt in Schneeberg. Während dieser Zeit entstand seine Untersuchung zum Schneeberger Silber-Kobaltfeld. Gleichzeitig untersuchte der die Schiefervorkommen im benachbarten Lößnitz und war im Auftrag der dortigen Schieferproduzenten auch mit Untersuchungen in den Schieferbruchgebieten Wurzbach und Gräfenthal betraut.
1853 wechselte Müller ebenfalls als Assessor an das Bergamt Freiberg, wo er gleichzeitig zum Mitglied der Ganguntersuchungskommission ernannt wurde. Für diese Kommission nahm er bis 1867 eine geognostische Spezialaufnahme des Freiberger Reviers als Freiberger Gangkarte im Maßstab 1:1200 vor. Neben den wissenschaftlich-geologischen Untersuchungen war Müller auch mit technischen und administrativen Angelegenheiten betraut.
1855 heiratete er in Freiberg, aus der Ehe gingen drei Töchter hervor.
1856 wurde Müller zum Vize-Obereinfahrer in Freiberg ernannt, zwei Jahre später trat er das Amt des Obereinfahrers an. 1861 lehnte er einen Ruf als Professor an die Polytechnische Schule Karlsruhe ab. Seine geologischen Untersuchungen in Sachsen umfassten neben Erzlagerstätten auch Kalklager, Steinsalzvorkommen und Salzquellen. Die von ihm untersuchten Beziehungen zwischen Erzgängen und Mineralquellen wurden zu einer der Grundlagen der Thermaltheorie. Weiterhin untersuchte Müller Nickel-Kobalt-Lagerstätten bei Gladhammar in Norwegen sowie weitere Lagerstätten in Niederschlesien, Spanien und Thüringen. Im Auftrag des russischen Zaren untersuchte Müller 1865 die Erzlagerstätten auf dessen Gütern im Ural und 1868 im Auftrag des österreichischen Kaisers Erzgänge von St. Joachimsthal in Böhmen.
Nach der Reform der sächsischen Bergverwaltung wurde Müller ab 1869 technisches Mitglied des für ganz Sachsen zuständigen Bergamtes Freiberg und wirkte als Referent im Amte eines Bergmeisters, ab 1873 dann mit dem Dienstprädikat eines Bergamtsrates. Nach dem Tod von Oberbergrat Ernst Rudolph von Warnsdorff übernahm Müller 1871 zudem die Betriebsleitung der staatlichen Churprinz Friedrich August Erbstolln in Großschirma, Beihilfe Fundgrube in Halsbrücke sowie des in Bau befindlichen Rothschönberger Stollns. Müller ersuchte 1874 wegen Überlastung und zur Erfüllung seiner bergamtlichen Pflichten vergeblich um seine Entlassung als Verwalter des sich hinziehenden letzten großen Stollnbaus in Sachsen, wobei er den Stollvortrieb durch Dynamitsprengungen zu forcieren suchte. 1873 war er zum Bergamtsrat und fünf Jahre später zum Oberbergrat ernannt worden. Nach dem 1877 erfolgten Durchschlag wurde Müller im Jahr darauf von der Verwaltung des Rothschönberger Stollns entbunden. Die Gruben Churprinz Friedrich August Erbstolln und Beihilfe Fundgrube leitete er ebenfalls bis 1878.
Am 12. Mai 1877 wurde Müller zum Mitglied der Kgl. Sächsischen Geologischen Landesanstalt ernannt, wo er im Auftrag Hermann Credners den Arbeitsplan für die Untersuchung der Erzlagerstätten erstellte. Bei der von der Geologischen Landesanstalt herausgegebenen Geologischen Spezialkarte Sachsens im Maßstab 1: 25.000 oblag Müller die Eintragung sämtlicher Erzgänge und -lager sowie deren ausführliche geologische und bergbauhistorische Beschreibung in den Erläuterungsheften zu den einzelnen Blättern. Dazu befuhr er, teils unter Lebensgefahr, die Gruben der sächsischen Erzbergbaugebiete. Bis 1880 beteiligte sich Müller zudem an den Arbeiten der Ganguntersuchungskommission.
Im Alter von 78 Jahren trat Müller im Januar 1901 unter Verleihung des Titels Geheimer Bergrat in den Ruhestand. Seine Frau verstarb 1906. Im Jahre 1907 ernannte ihn die Bergakademie kurz vor seinem Tode zu ihrem ersten Ehrendoktor.
Carl Hermann Müller starb am 10. Mai 1907 in Freiberg. Er wurde auf dem Donatsfriedhof beigesetzt.

## Ehrungen
- Komturkreuz II. Klasse des königlich-sächsischen Albrechtsordens
- Sächsischer Verdienstorden I. Klasse, für die Vollendung des Rothschönberger Stollns (verliehen 1877)
- Dr.-Ing. E. h. der Bergakademie Freiberg (Ernennung 1907)

## Schriften
- Die Erzgänge des Freiberger Bergrevieres.- Leipzig 1901 (Hierzu Mappe mit 5 Tafeln).

Obwohl Müller schon zu Lebzeiten als der bedeutendste Ganggeologe Sachsen galt, veröffentlichte er viele Kenntnisse nicht unter seinem Namen. Müller ist der Autor der von der Sächsischen Geologischen Landesanstalt in den Erläuterungen zur Geologischen Spezialkarte Sachsens herausgegebenen Beschreibungen der sächsischen Erzreviere und war zudem für die Einzeichnung der Reviere und Gänge in den einzelnen Blättern im Maßstab 1 : 25.000 verantwortlich.